# Chicomurex
Chicomurex là một chi ốc biển, là động vật thân mềm chân bụng sống ở biển thuộc họ Muricidae, họ ốc gai.

## Các loài
Các loài thuộc chi Chicomurex bao gồm:
- Chicomurex elliscrossi (Fair, 1974)[2]
- Chicomurex laciniatus (Sowerby, 1841)[3]
- Chicomurex problematicus (Lan, 1981)[4]
- Chicomurex protoglobosus Houart, 1992[5]
- Chicomurex rosadoi Houart, 1999[6]
- Chicomurex superbus (Sowerby, 1889)[7]
- Chicomurex turschi (Houart, 1981)[8]
- Chicomurex venustulus (Rehder & Wilson, 1975)[9]